# Piruna
Piruna là một chi bướm ngày thuộc họ Bướm nâu.